# C AllStar泰空曼遊
《C AllStar泰空曼遊》（英語：C AllStar Thai Odyssey）是香港電視廣播有限公司製作的一個飲食旅遊節目，全節目共4集。由C AllStar（吳崇銘、陳健安、梁釗峰、何建曦）主持。本節目於香港時間2017年9月2日起，逢星期六22:30至23:00於翡翠台，及於myTV SUPER提供網上節目重溫。C AllStar 更在拍攝過程中有多次在 big big channel 進行直播及分享拍攝花絮。

## 節目簡介
成軍7年的香港樂壇組合 C AllStar 於2017年10月完成演唱會後將會休團，而成員們亦會各自發展，所以《C AllStar泰空曼遊》為他們休團前最後一個拍攝的旅遊節目。
藉著這次拍攝機會，成員們一齊遠赴泰國曼谷，盡情吃喝玩樂，在這次旅程中令他們留下不少難忘回憶。
節目中，除了介紹不同旅遊景點，四子更在走訪多個地方唱歌，例如在晚間市集「JJ Green Market」的舞臺上唱歌Busking、去當地市集中的餐廳及酒吧唱歌打碟表演，更到訪當地大學與學生作音樂交流及即興演出，希望可以將C AllStar 的音樂帶到曼谷給當地人認識。另外，成員Jase 更推介多間當地受歡迎的特色地道食肆給幾位兄弟品嘗外，他們更走訪當地著名廟宇參拜，體驗水上供僧，感受當地宗教（南傳佛教）文化。旅程中四人還會挑戰完成各式各樣不同的任務，任務失敗的成員需要接受懲罰。
他們更在節目「C AllStar Bromance Talk」環節中互訴心底話，細談相處多年的難忘點滴，及成員們不同的改變。（背景音樂為《此刻無價》）

## 每集內容[5]
| 集數 | 主題                   | 景點/活動 |
| 01   | 鬥車、「濕平」有驚喜？ | 1.曼谷唐人街品嚐當地特色美食 2.坐船遊覽湄南河，同時跟美女老師學習泰文 3.到翟道翟周末市場酒吧唱歌和表演打碟，及為King慶祝生日                                   |
| 02   | 遊歷曼谷新與舊         | 1.銅鑼街見識當地的創意工業 2.在翟道翟附近的夜市購物及欣賞街頭音樂 3.體驗水上供僧 4.邊遊船河邊逛水上市場 5.踏單車暢遊曼谷之肺                                   |
| 03   | 踏足校園話當年         | 1.高級餐廳享受美食 2.享受傳統泰式按摩舒解疲累 3.閒逛著名市集買夏日裝束 4.去當地年輕人熱點影相，並分享文青態度及睇法 5.踏足泰國音樂大學，跟校內師生切磋交流音樂 |
| 04   | C All Next Time        | 1.挑戰食「巨無霸海南雞飯」 2.前往象神廟參拜祈福 3.在JJ Market Busking                                                                                          |

- 以上活動並未包括任務挑戰

## 任務
| 集數 | 任務播放器 | 任務內容                                                                    | 結果                              | 備註                                                                  |
| 01   | 卡式帶     | 駕駛高卡車個人平均圈速不超過50秒                                            | 成功：釗峰，Jase 失敗：King，On仔 | 懲罰：食榴槤                                                          |
| 02   | CD         | 在人造衝浪場，站滑浪板上保持平衡，四個人合共hold住超過30秒                  | 成功                              | 由於Jase 之前拍攝期間腰部受傷未能參與                                 |
| 03   | MD         | 打完泰拳後，四個人合共減四磅                                                | 成功                              | 由於Jase 之前拍攝期間腰部受傷未能參與                                 |
| 04   | Mp3        | 分成兩組 （On仔&King， 釗峰&Jase） 在下一班火車到站前按清單在市集內買齊材料 | 成功                              | 之後進行廚藝比賽，由釗峰及Jase一組勝出，贏得做泰式按摩及水療Spa機會。 |

- 任務傳遞（聲音演繹）：簡監製
- 任務播放器轉變是參考C AllStar主唱歌曲《音樂殖民地》歌詞中提及到大眾聽音樂方式的變化。

## 軼事
- 拍攝其中一日是成員King的正日生日（8月12日），成員們給他舉辦一個驚喜慶生派對。當King在「翟道翟周末市場」其中一間酒吧表演打碟時，之後其餘三位成員邊唱生日歌，邊捧著蛋糕上前給King，場面溫馨。

## 記事
- 2017年8月29日舉辦《C AllStar泰空曼遊》記者會[4]
- 2017年12月3日 《C AllStar泰空曼遊》獲提名競逐萬千星輝頒獎典禮2017 — 最佳非戲劇節目

## 電視節目的變遷
| 香港無綫電視翡翠台 星期六 22:30-23:00  | 香港無綫電視翡翠台 星期六 22:30-23:00         | 香港無綫電視翡翠台 星期六 22:30-23:00 |
| -------------------------------------- | --------------------------------------------- | ------------------------------------- |
|                                        | C AllStar泰空曼遊 （2017.09.02 - 2017.09.30） |                                       |
| 最緊要好玩 （2017.05.27 - 2017.08.26） | 九州攻略 （2017.10.14 - 2017.11.11）          |                                       |

| 香港無綫電視翡翠台 星期六 15:20-15:50  | 香港無綫電視翡翠台 星期六 15:20-15:50         | 香港無綫電視翡翠台 星期六 15:20-15:50 |
| -------------------------------------- | --------------------------------------------- | ------------------------------------- |
|                                        | C AllStar泰空曼遊 （2018.07.28 - 2018.08.18） |                                       |
| 夏·日·悠遊 （2018.06.23 - 2018.07.21） | 胡說八道真情假期 （2018.08.25 - 2018.10.27）  |                                       |